# De Coração
De Coração é o quinto álbum de estúdio da banda Novo Som, lançado em 1995
"De Coração", música título, foi composta em homenagem a Ney, o tecladista da banda, que veio a  falecer logo após o término da gravação do álbum Ao Vivo Vol.1.

## Faixas
(Todas as músicas por Lenilton, exceto onde anotado)
1. Escrevi - 04:43
2. De Coração - 04:37
3. Deixa Brilhar a Luz - 05:04
4. Confia em Mim - 04:26
5. Além do Céu Azul - 03:23
6. Folha Solta - 04:34 (Mito e Lenilton)
7. Te Amo - 05:05 (Natinho e Lenilton)
8. Novo Amanhecer - 05:13

## Créditos
- Direção Musicai: Lenilton
- Produção Executiva: Alex Gonzaga
- Gravação: Tabernáculo de Davi (Rio de Janeiro)
- Técnico de Gravação: Carlson Barros
- Mixagem: Agenir Parreiras, Carlson Barros, Mito, Lenilton e Alex Gonzaga
- Masterização: Toney Fontes
- Corte: Élio Gomes (Sony Music)
- Lead Vocal: Alex Gonzaga
- Teclados: Mito
- Baixo: Lenilton
- Guitarra: Natinho (solo de guitarra na música "Deixa Brilhar a Luz": Cláudio Gurgel)
- Bateria: Geraldo Abdo
- Back Vocal: Mito, Lenilton, Natinho e Geraldo Abdo
- Violão: Cláudio Gurgel (faixas 04 e 08)
- Fotos: Dário (Photokrom)
- Capa: Magic Publicidade & Paulo Paiva Promoções